# Biefmorin
Biefmorin é uma comuna francesa na região administrativa de Borgonha-Franco-Condado, no departamento de Jura. Estende-se por uma área de 11,25 km². Em 2010 a comuna tinha 107 habitantes (densidade: 9,5 hab./km²).